# Pierre Vassiliu
Pierre Vassiliu est un auteur-compositeur-interprète français né le 23 octobre 1937 à Villecresnes et mort le 17 août 2014 à Sète.
Après avoir été apprenti jockey, il entame une carrière de chanteur dans les cabarets parisiens à la fin des années 1950. Son premier succès Armand, sort en 1962. Vassiliu est principalement connu pour sa chanson Qui c'est celui-là ?, qui atteint la première place du hit-parade français en 1973.

## Biographie

### Jeunesse
Pierre Vassiliu naît le 23 octobre 1937 à Villecresnes. Son père est un médecin roumain ayant immigré en France. Sa mère, tourangelle, est mélomane et pratique le piano,. Pierre Vassiliu doit quitter le domicile familial à l'âge de quinze ans en raison de ses « bêtises ». Passionné de sport hippique, il devient apprenti jockey au début des années 1950,. Pour subvenir à ses besoins, il donne des leçons d'équitation, ce qui lui permet de rencontrer des célébrités comme Roger Pierre et Jean-Marc Thibault, qui l'encouragent à composer,. Vassiliu sert durant vingt-neuf mois en tant que photographe des armées au cours de la guerre d'Algérie. Il passe en conseil de guerre pour avoir diffusé, grâce à un camion de l'armée équipé de haut-parleurs, sa chanson la Demande de permission au texte antimilitariste.

### Carrière musicale
Pierre Vassiliu retourne à la vie civile et rejoint le Petit Conservatoire de Mireille. Il se produit dans les cabarets de la rive gauche et chante notamment au cabaret L'Écluse en s'accompagnant à la guitare,. Armand, son premier 45-tours, est écrit avec son frère Michel et édité en 1962, ses ventes atteignant les 150 000 exemplaires en pleine vague yéyé. Le chanteur se produit en première partie des Beatles à l'Olympia, puis de vedettes françaises comme Claude François et Sylvie Vartan qu'il accompagne en tournée. Au cours des années 1960, il continue de rencontrer le succès avec des titres comme Alice ou La Famille tuyau de poêle.
À la suite de désaccords artistiques avec Decca, Vassiliu rejoint les Disques Barclay. Amour, amitié, son premier album, est édité en 1970. Le 45-tours Qui c'est celui-là ?, qui se classe numéro un du hit-parade français en 1973, est une adaptation en français du titre Partido alto de Chico Buarque,. En quatre mois, le disque se vend à 300 000 exemplaires. Le chanteur affirme avoir « vécu une quinzaine d'années avec le fric de cette chanson ». La même année sort J'ai trouvé un journal dans le hall de l'aéroport, qui connaît également le succès. En 1974 sort en 33 tours une compilation (titrée Qui c'est celui-là) de ses dix derniers succès avec une photo prise avec ses musiciens dans le Luberon, où il vit depuis 1970. En 1982, Pierre Vassiliu chante à l'Olympia accompagné par les dix musiciens du groupe Raoul Petite.
En 1984, il s'installe avec sa famille au Sénégal, où il tient un club de jazz,. Le chanteur retourne en France en 1985. Désargenté, il est hébergé par l'humoriste Coluche, qui lui propose de camper dans le jardin de sa villa, . Il renoue avec le succès en 1987 avec le titre Toucouleur, tiré de l'album L'Amour qui passe, et repart en tournée. Son album suivant, La Vie ça va, est édité en 1993. En 1999, après cinq ans d'absence, Vassiliu donne plusieurs concerts à Paris, il chante durant une semaine à Bobino pour promouvoir son album Parler aux anges,. Le double album Pierre précieuses (jeu de mots sur son prénom) sorti en 2003 est réalisé grâce à l'aide financière d'une entreprise vendant des produits ésotériques. Il comporte un disque de chansons enregistrées avec des musiciens de différents pays, et un autre constitué de morceaux interprétés en concert. En 2008, le chanteur accepte de participer à la 3e édition d'Âge tendre, la tournée des idoles. Il apparaît également sur scène en 2011 avec Arnaud Fleurent-Didier.

### Famille, vie privée et mort
Michel, le frère de Pierre Vassiliu, est auteur-compositeur. Sa sœur Anne est aussi chanteuse. Dimitri Vassiliu, l'un de ses fils, est un concepteur lumière (éclairagiste) reconnu, qui a travaillé pour de nombreux artistes français.
En 1970, Pierre Vassiliu s'éloigne de Paris et s'installe dans le Luberon. Au début des années 2000, le chanteur et son épouse s'établissent à Mèze, une ville de l'Hérault.
En 2006, Vassiliu apprend qu'il est atteint de la maladie de Parkinson. Il meurt le 17 août 2014 dans un établissement médical de Sète. Le 21 août une cérémonie à sa mémoire est organisée au crématorium communal où il a été incinéré. Ses cendres sont ensuite dispersées dans l'étang de Thau.

### Télévision et cinéma
Pierre Vassiliu compose des musiques pour la télévision et le cinéma. Il signe notamment la musique du film Une fille et des fusils de Claude Lelouch sorti en 1964, et la bande originale du téléfilm en quatre parties La Duchesse d'Avila, d'après Jan Potocki, diffusé en 1973. Le chanteur est apparu dans quelques films comme La Saignée (1971), What a Flash! (1972) et Périgord noir (1989). Il est également comédien de doublage et prête notamment sa voix au coq-narrateur, Adam de La Halle, dans la version française de Robin des Bois, le long-métrage d'animation des studios Disney sorti en France en 1974. Au cours des années 1980 Pierre Vassiliu travaille sur un scénario mettant en scène un couple parti s'installer au Sénégal, qu'il destine à l'acteur Gérard Lanvin.

### Autres activités
Très bon guitariste rythmique, Pierre Vassiliu compose également pour d'autres artistes, comme Eddy Mitchell. En 1970 il ouvre dans le centre-ville d'Apt une salle de concert baptisée L'Usine. Les artistes qui s'y produisent touchent un pourcentage de la recette. L'endroit est notamment fréquenté par Bernard Lubat et Dick Annegarn,. En 1990 il fonde avec des amis un festival consacré aux musiques du monde, qui se tient à Mèze.
La Vie à rien faire, une première autobiographie de Pierre Vassiliu, paraît en 1989. Elle est suivie par Qui c'est celui-là ?, ouvrage publié en 2005 par les Éditions n°1. La réalisatrice Laurence Kirsch travaille pendant deux ans sur un documentaire retraçant sa vie, également intitulé Qui c'est celui-là ?.

## Paroles et style musical
Pierre Vassiliu commence sa carrière en interprétant des chansons humoristiques, comme La Femme du sergent, dans les cabarets parisiens. La découverte de Crosby, Stills & Nash lui donne envie de réaliser des disques au ton plus sérieux, comme son album Amour, amitié sorti en 1970. Le chanteur s'est inspiré de nombreux styles musicaux, dont les musiques tzigane et cubaine, ou encore du jazz Nouvelle-Orléans. Son album Attends, sorti en 1972, comporte des sonorités sud-américaines. La Vie ça va, édité en 1993, intègre à sa musique des rythmes africains. Amateur de musiques du monde, il s'est produit sur scène avec des artistes du monde entier, comme Femi Kuti, Compay Segundo, ou encore Susheela Raman.
L'influence du chanteur Boby Lapointe sera elle aussi très visible. Pierre Vassiliu admirait beaucoup ce chanteur, qu'il avait rencontré, et qui réalisait des chansons avec des jeux de mots. Pierre Vassiliu retiendra surtout l'humour décalé de Boby Lapointe, ainsi que son esprit anti-conformiste[réf. nécessaire].
Sur le morceau Film, sorti en 1973 en face-B de Qui c'est celui-là ?, Vassiliu ne chante pas mais parle sur un fond musical. La découverte de ce titre a poussé Daniel Darc à employer lui aussi la technique du parler-chanter (ou talk over),.

## Influence
Des chanteurs français ayant commencé leur carrière au cours des années 1990 se réclament de Pierre Vassiliu. Bertrand Burgalat trouve ses textes « poignants, mélange d'hédonisme et de tristesse » et sa musique « solaire ». Albin de la Simone, qui reprend Amour, amitié sur son premier album, l'a découvert en effectuant sa première partie au Bataclan. Il déclare : « Ce moment dans ma vie de débutant est inscrit comme repère. Un modèle. ». Arnaud Fleurent-Didier, qui reprend En vadrouille à Montpellier en concert, a invité Vassiliu à le rejoindre sur scène en 2011,.

## Discographie

### 45 tours etsingles
- 1962 : La Femme du sergent (J'étais dans les rizières) ; Armand / Les Cacahuètes grillées ; J'ai l'honneur (Twist, puis Decca avec Armand en premier titre)
- 1963 : Ronde enfantine ; Trois étoiles / Charlotte ; Le Nombril (Decca)
- 1963 : Alice ; Le Coureur cycliste / Si j'aurais su ; Twist anti-yéyé (Decca)
- 1964 : À marée haute (La Marne) ; Le Sahara / Georgette ; Ma cousine (Decca)
- 1965 : Les Défilés ; Les Cocus magnifiques / Eugène ; Adieu mon théâtre (Decca)
- 1965 : Tous publics : La Famille tuyau de poêle ; Alain-Aline / Les Joyeux Drilles ; La Boutique à tabac (Decca)
- 1965 : B.O.F. Une fille et des fusils (5 instrumentaux) : Une fille et des fusils ; Martine / Les Fusils ; Enghien ; Générique fin (Decca)
- 1965 : Ivanhoé ; Le Manège désenchanté / L'Affaire du siècle ; La Famille Fainéant (Decca)
- 1966 : Ta-ta-tar ; Le Petit Maçon de Mâcon / Une chanson pour danser ; La Foire aux boudins (Decca)
- 1966 : La Femme du capitaine ; C'est Bébère / Bonjour madame ; Sur la grève (Decca)
- 1967 : Un Vassiliu tout neuf : Les Minettes ; La Pipe à papa / Je n'ai jamais osé parler aux femmes ; Qu'est-ce qu'on s'paye ? (Decca)
- 1967 : Et ta sœur ; Ignace / Dudule ; Éléonore (Decca)
- 1968 : B.O.F. La Fille d'en face (deux instrumentaux) : La Fille d'en face / Préparation au rendez-vous et fin (Decca)
- 1968 : Samedi matin, l'empereur ; Mon cousin / Papa, donne-moi des coups ; Le Soldat masqué (Barclay)
- 1969 : Tranquille peinard (On est jamais tranquille) ; Les Gros Cocos / À nos soldats ; Le Protecteur (Barclay)
- 1969 : Une fille et trois garçons / Film (Barclay)
- 1970 : Amour, amitié / Mais toi si tu pars (Barclay)
- 1970 : Armand / La Femme du sergent (Véga)
- 1970 : Sois tranquille, c'est facile / Avant pendant après (Barclay)
- 1971 : Dans ma maison d'amour / En avant les petits enfants (Barclay)
- 1971 : Comme j'en ai envie / Mon amour, mon amour (Barclay)
- 1972 : Marie en Provence (avec chœurs par Véronique Sanson) / Ne me laisse pas (Barclay)
- 1972 : Les Bleus de Blanche / L'Arrivée du père Noël (Barclay, 33 T 17 cm)
- 1973 : Attends / Je lui téléphone (Barclay)
- 1973 : Qui c'est celui-là ? / Film (Barclay)
- 1973 : Un enfant / Laisse-moi parler (Barclay)
- 1973 : J'ai trouvé un journal dans le hall de l'aéroport / Viens chanter (Barclay)
- 1974 : Il était tard ce samedi soir (Tarzan) / En vadrouille à Montpellier (Barclay)
- 1974 : Les pingouins / Le pied (Barclay)
- 1975 : Souvenirs de bal / Enfant roi (Barclay)
- 1976 : Tais-toi / Laura, tu t'en vas (Barclay)
- 1977 : Qu'il est bête ce garçon / Non ! ça ne va pas (Barclay)
- 1979 : Sweet Lovely / J'suis maso (RCA)
- 1980 : Marylin (version longue) / Fais-moi savoir (RCA)
- 1981 : Spider man / Doudou (RCA)
- 1982 : Le Cadeau / Banjul (RCA)
- 1982 : C'est chaud l'amour / Viens ma belle (RCA)
- 1983 : Les Pauvres et les Riches / Roulé boulé (CBS)
- 1984 : Le Dragon / Fanny (CBS)
- 1986 : Toucouleur / Les Crapules du crépuscule (Philips)
- 1987 : L’Amour qui passe / Qui c’est, où il va ? (Yaba Music)
- 1987 : C'est si bon / La Baie d’Along (Yaba Music)
- 1989 : Les Grillons / Sa mélodie (Polydor) (sous le nom de Pedro Vassiliu)
- 1993 : La vie, ça va / Monsieur Bébert (WH Production)
- 1994 : Nuits françaises / Léna (version longue) (WH Production)
- 1994 : Chérie Lou / Quand ma femme s'épile (WH Production)
- 1995 : Doudou / Dangereux (WH Production)
- 1996 : Che Guevara (Hasta siempre) / Contradiction (WH Production)
- 1998 : Aime-là / Je dis pas non (WH Production)
- 1998 : Le vent nous pousse / Sans vous (WH Production)
- 1998 : Ramons, ramons / Tristesses (WH Production)
- 2016 : bande originale d’Ils…(1970) (trois instrumentaux): Générique Début / Maison de Passe / Scène d'Amour (Born Bad Records)

### Participation
- 2002 : Boby Tutti-Frutti - L'Hommage Délicieux À Boby Lapointe - Reprise avec Thallia de L'été où est-il

## Filmographie

### En tant qu'acteur

#### Télévision
- 1967 : À Saint-Lazare: Florentin
- 1973 : L'Équipe ou le Roman des fortifs : Flippe
- 1993 : La Treizième Voiture : Leguen

#### Cinéma
- 1971 : La Saignée
- 1972 : What a Flash!
- 1973 : Robin des Bois : voix de Adam de la Halle dans la version française
- 1989 : Périgord noir : Amédée

### En tant que compositeur

#### Cinéma
- 1965 : Une Fille et des fusils
- 1968 : La Fille d'en face
- 1968 : Adélaïde
- 1968 : The Wild Racers
- 1970 : Le Petit Bougnat
- 1970 : Ils
- 1974 : La République est morte à Diên Biên Phu
- 1989 : Périgord noir

#### Télévision
- 1971 : Seule à la maison
- 1973 : La Duchesse d'Avila
- 1992 : La Mort d'un bavard

## Vidéo
- 2008 : Âge tendre... la tournée des idoles Vol. 3: Pierre Vassiliu: Medley (Armand-Charlotte-Alain Aline-Ma Cousine-Mon Cousin), Amour-Amitié, Qui C'est où il va ? (L.G.C. Sarl).

## Ouvrages
- La Vie à rien faire, Michel Lafon, 1989, 266 p. (ISBN 978-2-86804-652-9)
- Qui c'est celui-là ?, Éditions n°1, 2005, 236 p. (ISBN 978-2-84612-168-2).

## Participations
- 1969 : Les Masques accompagnés par le Trio Camara: Pierre Vassiliu et Nicole Croisille (CBS)
- 1997 : Les Plus Belles Chansons Françaises : 1993 : Pierre Vassiliu: Tout seul de Didier Sustrac (Éditions Atlas)
- 1997 : Les Plus Belles Chansons Françaises : 1996 : Pierre Vassiliu: Comme les animaux de Didier Sustrac (Éditions Atlas)
- 1997 : Ils Chantent Gainsbourg - Merci Gainsbourg - 1969 l'Année Érotique : Pierre Vassiliu : Elisa (Éditions Atlas)
- 2001 : Christian Delagrange : Best of: Aime-la : duo Christian Delagrange et Pierre Vassiliu en public (Wagram)
- 2002 : Boby Tutti Frutti - L'Hommage délicieux à Boby Lapointe : L'été, où est-il ? : duo Pierre Vassiliu et Thallia (Universal)
- 2006 : Michel Delpech – Michel Delpech &… : Pour gagner des sous : duo Michel Delpech et Pierre Vassiliu (AZ)
- 2007 : Michel Delpech – Le Grand Rex 2007: Pour gagner des sous : duo Michel Delpech et Pierre Vassiliu (version en public) (AZ)

## Chansons reprises par d'autres
- 1963 : Armand et La Femme du sergent par Gil Roman (Barclay)
- 1968 : Adieu mon théâtre par Jean-Claude Pascal (La Guilde du disque)
- 1970 : Amour-Amitié par Isabelle de Funès (Pathé)
- 1973 : Qui c'est celui-là ? par John Parys, son Orchestre et ses Chanteurs (Discothèque De Paris)
- 1975 : Ma cousine, mon cousin par Pierre Provence (CNAI)
- 1988 : Qui c'est cette fille là ? par Lola (Ariola)
- 1996 : Amour-Amitié par Yves Duteil (Éditions Atlas)
- 2000 : Dangereux par Sheik (Blackdoor Records)
- 2003 : Amour-Amitié par Albin de la Simone (Virgin)
- 2008 : Qui c'est celui-là ? par Les Polis Sont Acoustiques
- 2012 : Film par Jacques Duvall & Isabelle Wéry

## Chansons écrites pour d'autres
- 1963 : Les Malheurs de Sylvie par Les Sunlights (Indicatif du Feuilleton Quotidien de l'Émission Salut les copains) (Decca)
- 1964 : Les Chevaux de Camargue par Sophie (Decca)
- 1965 : J'ai connu des filles, J'aimerais tant et Oui, ça me plait par Willy Lewis (également producteur) (Decca)
- 1969 : L'Idiot par Pierre Tisserand (Barclay)
- 1970 : Mon accordéon par Régine (Pathé)
- 1970 : La Petite qui revient de loin et À celle qui m'a pris ma poupée par Dani (Pathé)
- 1971 : Je veux vivre libre (Pathé) et J'ai un gentil petit pêché (Publicité Gervais pour Taillefine) par Dani
- 1971 : Entre Marx et Mao par Eddy Mitchell en collaboration avec le groupe Magma (Polydor)
- 1974 : Je pense à elle par Jean-Noël Dupré (Barclay)
- 1975 : Viole la chance, Yerko par Sandra Jayat (RCA Victor)
- 2004 : Aquarelle cette fille par Thibaud Couturier (RLB/Mozaïc)

## Remix
- 2013 : Objet Sonore, Pierre Vassiliu: Bats-la, donc bats-la (Guido Minisky Short Edit) (Roy Music).

## Divers
- 2003 : François Jouffa – Pop Culture: Interviews & Reportages 1964-1970 : Pierre Vassiliu - 6 octobre 1965 (Frémeaux & Associés).